# Dicoryne
Dicoryne is een geslacht van neteldieren uit de  familie van de Bougainvilliidae.

## Soorten
- Dicoryne conferta (Alder, 1856)
- Dicoryne conybearei (Allman, 1864)